# Kanarski mastif
Kanarski mastif špansko Presa Canario je španska pasma velikega psa vrste mastif ali lovski pes. Izvira iz avtonomne regije Kanarski otoki, najdemo pa ga predvsem na otokih Gran Canaria in Tenerife. Prej je bila znana kot Dogo Canario. Tradicionalno so ga uporabljali kot psa čuvaja, kot pastirskega psa za ovce in govedo ter za pasje boje, ki so bili v Španiji zakoniti do leta 1936 in so se morda prikrito nadaljevali tudi po tem.

## Zgodovina
Presa Canario izhaja iz sorte Bardino Majorero, ki je bila prej razširjena po Kanarskih otokih. Psi te vrste so bili križani z različnimi psi molosoidnega tipa, ki so bili na otoke prineseni ob različnih časih v kolonialnem obdobju. Na Presa Canario so še posebej vplivali psi, pripeljani z Britanskega otočja z velikim prihodom britanskih prebivalcev v poznem 19. stoletju.
Do 1960-ih je bil blizu izumrtja. Združenje za pasme, Club Español del Presa Canario, je bilo ustanovljeno leta 1982 in je sestavilo začasni standard pasme, ki ga je objavila vlada otokov. Standard je leta 1989 odobril Real Sociedad Canina de España. Leta 1991 je bil pes vključen na uradni seznam državnih simbolov Kanarskih otokov kot simbol otoka Gran Canaria. Španska nacionalna vlada ga je uradno priznala leta 2001.
Pasma je bila začasno sprejeta s strani Mednarodne kinološke zveze leta 2001 pod imenom Dogo Canario; je bila v celoti sprejeta leta 2011. Decembra 2018 je bilo na zahtevo Real Sociedad Canina de España ime spremenjeno v Presa Canario.
Uvoz in prodaja pasme je prepovedana v Avstraliji in Novi Zelandiji.

## Značilnosti
Presa Canario je velik pes s težkim mišičastim telesom. Psi merijo 60–66 cm v vihru in tehtajo približno 50–65 kg; psice so visoke okoli 56–62 cm in tehtajo približno 10 kg manj.
Glava je široka, masivna, kvadratna in močne brahicefalne oblike. Če so obrezani, so ušesa pokončna. V državah, kjer je prepovedano kupiranje ušes, so ušesa tesno prilegajoča glavi; visijo in naj bodo v obliki obeska ali 'rožice'. Zgornja ustnica je povešena, čeprav ne pretirano. Gledano od spredaj se zgornja in spodnja ustnica združita v narobe obrnjeno črko V. Nosnici se rahlo razhajata. Notranjost ustnic je temne barve.
Za pasmo je značilna tudi nagnjena zgornja linija (pri čemer je zadek nekoliko višji od ramen). Druga značilnost pasme je oblika šap (mačje stopalo) in mačje gibanje živali. Telo je mezomorfno, torej nekoliko daljše od višine psa, kar prispeva k mačjemu gibanju.

## Uporaba
Presa Canario so tradicionalno uporabljali kot psa čuvaja, kot pastirskega psa za ovce in govedo ter za pasje boje, ki so bili v Španiji zakoniti do leta 1936 in so se morda prikrito nadaljevali tudi po tem. Do 1950-ih je to ostalo običajna praksa na vseh otokih.